# Agoliinus manitobensis
Agoliinus manitobensis är en skalbaggsart som beskrevs av Brown 1928. Agoliinus manitobensis ingår i släktet Agoliinus och familjen Aphodiidae. Inga underarter finns listade i Catalogue of Life.